# Musée suisse de l'appareil photographique
Pour les articles homonymes, voir Musée de la photographie.
Le musée suisse de l'appareil photographique est un musée consacré à la photographie situé dans la ville vaudoise de Vevey, en Suisse.

## Description
En 1971, Vevey accueille une grande exposition rétrospective de l'histoire de la photographie autour de la collection de Michel Auer. Son succès donne l'idée de créer le musée suisse de l'appareil photographique. Fondé par Claude-Henry Forney, il est ouvert au public en 1979 dans un appartement sis à Grande Place 5 et déménage en 1989 dans un bâtiment du XVIIIe siècle situé à la ruelle des Anciens-Fossés, restauré par l'architecte H. Fovanna et aménagé par S. et D. Tcherdyne, muséographes.
Le choix de la ruelle des Anciens-Fossés était lié à l'existence d'un passage souterrain historique, rejoignant le bâtiment voisin situé sur la Grande Place, et autorisant une future extension de l'institution. Celle-ci s'est réalisée en 2001, sous la direction de l'architecte Joël Brönnimann.
Le Musée suisse de l'appareil photographique est une institution dépendant de la ville de Vevey et bénéficie du soutien de l'Association des amis du Musée suisse de l'appareil photographique ainsi que de la Fondation du même nom. Il est inscrit comme bien culturel suisse d'importance nationale.

## Collections
Le musée a pour vocation de préserver la mémoire des gestes et des techniques photographiques dans tous ses domaines d’applications en conservant objets, instruments, mais également produits, procédés et fournitures photographiques, et encore toutes photographies, documentations, publications et illustrations en relation avec ce medium,. Une attention particulière est portée aux productions suisses ou ayant un lien avec l’histoire de la photographie en Suisse. Afin de remplir cette mission, le musée conserve, étudie, entretient et développe ses collections dans trois domaines :

### Collections d’appareils et instruments
- Instruments optiques pour le dessin et les récréations optiques, tels que camera obscura, boîtes optiques et lanternes magiques
- Appareils de prise de vue et de traitement, des origines de la photographie à ses développements les plus récents, dont les productions suisses : Alpa, Sinar, Seitz, Broncolor, Elinchrom, Arca-Swiss, Hilba, Suter, Engel-Feitknecht, Rauser, Frey, Roth, Perrot, Sico, Zulauf, etc.
- Équipements pour usages spéciaux, tels la photographie aérienne, photographie sous-marine, photographie scientifique et des appareils pour pigeons voyageurs, etc.
- Appareils ayant appartenu à des photographes célèbres tels le Leica de Robert Frank, le Rolleiflex de Hans Finsler, la Sinar de Gertrude Fehr ou encore la chambre trichrome ayant servi à Werner Bischof pour réaliser le portrait d'un jeune allemand au lendemain de la Seconde Guerre mondiale parue en couverture de la revue Du.
- Équipements et matériel de laboratoire et de finition
- Éclairage, mobilier et matériel de studio
- Films, papiers, produits et autres fournitures photographiques
- Objets en relation avec la commercialisation du matériel photographique

### Centre de documentation et bibliothèque
- Ouvrages anciens, manuels, périodiques, publications sur l’histoire du medium, son histoire industrielle, les procédés et les techniques photographiques
- Catalogues, prospectus, modes d’emploi, publications d’entreprises, listes de prix, dossiers de presse, archives provenant de fabricants, de distributeurs, d’ateliers, de laboratoires, de journalistes spécialisés, etc.

### Collections iconographiques
- Vues d’optique et plaques de lanternes magiques peintes ou imprimées
- Exemples de procédés de prise de vue photographique négatifs ou positifs sur métal, verre ou papier, tels que daguerréotypes, ferrotypes, stéréogrammes, etc.
- Exemples de procédés de tirage photographique, sous forme de documents ou d’œuvres exemplaires
- Plaques et films diapositifs de projection
- Gravures, photographies et autres illustrations représentant des photographes en activité ou documentant l'histoire des techniques photographiques